# Operatie Pedestal
Operatie Pedestal was een van de belangrijkste Britse konvooi operaties in de Middellandse Zee om Malta te bevoorraden tijdens de Tweede Wereldoorlog. Na aanzienlijke verliezen in juni 1942 bij twee geallieerde konvooien (tijdens Operaties Vigorous en Harpoon) die bedoeld waren om het belegerde Malta te bevoorraden, werd in augustus opnieuw een konvooi samengesteld in Gibraltar met voorraden voor het belegerde eiland (Operatie Pedestal). Het konvooi bestond uit 14 vrachtschepen, begeleid door 4 vliegdekschepen, 2 slagschepen, 7 kruisers en 16 torpedobootjagers. Ondanks aanzienlijke verliezen (9 vrachtschepen, 2 kruisers, 1 vliegdekschip en 1 torpedobootjager) wordt het konvooi beschouwd als een gedeeltelijke overwinning voor de geallieerden. Het was het eerste konvooi dat in zes maanden het eiland bereikte. Hierdoor werd de Britse luchtoverheersing over de Straat van Sicilië verder verzekerd. 

## Voorbereidingen
Op 29 juli riep vice-admiraal Neville Syfret een conferentie bijeen aan boord van de HMS Nelson in Scapa Flow om de planning voor Operatie Pedestal te bespreken. Het konvooi zou bestaan uit 14 vrachtschepen en worden beschermd door twee slagschepen, drie vliegdekschepen, zeven kruisers, tweeëndertig torpedobootjagers en zeven onderzeeërs.

## Verloop van de slag
Het konvooi vertrok op 9 augustus 1942 uit Gibraltar. Omdat de Italiaanse vloot bijna geen brandstof meer had, vielen in eerste instantie de luchtmachten van de As-mogendheden het konvooi aan. Later zouden ook Italiaanse onderzeeërs en een kruisersquadron bij Sicilië deelnemen aan de strijd, omdat de Britse slagschepen en vliegdekschepen zich normaal gesproken voor Sicilië terugtrokken naar Gibraltar vanwege de dreiging van daar gestationeerde luchtmachten.
Op 11 augustus torpedeerde de Duitse onderzeeër U 73 het vliegdekschip HMS Eagle. De Italiaanse onderzeeër Dagabur werd geramd en tot zinken gebracht door de Britse torpedobootjager HMS Wolverine, waarbij de torpedobootjager echter zwaar beschadigd raakte. Italiaanse gevechtsvliegtuigen beschadigden het vliegdek van het vliegdekschip HMS Victorious. Vliegtuigen van Britse vliegdekschepen stegen op naar Malta en vielen van daaruit vliegvelden op Sicilië aan.
Op 12 augustus viel de Italiaanse marine met 6 kruisers, 17 torpedobootjagers en verschillende onderzeeërs het Britse konvooi aan. De onderzeeër Cobalto ging verloren, terwijl de boten Alagi, Axum en Bronzo erin slaagden om de kruiser Cairo en twee vrachtschepen te zinken, en de kruisers Nigeria en Kenya en de grote tanker Ohio te beschadigen. Bij luchtaanvallen door Ju 87-bommenwerpers werd het vliegdekschip Indomitable beschadigd door twee 500 kg bommen. Verder werd de torpedobootjager Foresight tot zinken gebracht.
Op 13 augustus zonken Italiaanse snelboten (MS) de kruiser Manchester. Nadat het Italiaanse marine geen luchtdekking meer had, trok het zich terug naar Messina. De Britse onderzeeër Safari beschadigde nog de Italiaanse kruisers Bolzano en Attendolo. Duitse gevechtsvliegtuigen beschadigden de tanker Ohio opnieuw met nog is twee 500kg bommen.

## Gevolgen en Bijnaam
Vooral door de aankomst van de olietanker Ohio op 15 augustus, op het feest van Maria-Tenhemelopneming (vandaar dat het konvooi de bijnaam kreeg "Santa Marija Convoy"), verbeterde de bevoorradingspositie van de Britten op Malta aanzienlijk. Met de vliegdekschepen werden extra gevechtsvliegtuigen naar Malta gebracht, waardoor ook de operationele situatie van de geallieerden aanzienlijk verbeterde. In totaal bereikten 5 van de 14 vrachtschepen de haven. Vanuit Malta konden de bevoorradingsroutes van de As-mogendheden naar Noord-Afrika opnieuw effectief worden bestreden, wat gevolgen zou hebben voor de aankomende tweede Slag bij El Alamein.